# مهدی بشارتیان
مهدی بشارتیان (زاده ۱۳۰۴ - تهران) کارگردان، فیلم‌نامه‌نویس، تهیه‌کننده و فیلم‌بردار اهل ایران است.
بشارتیان در سال ۱۳۲۹ مؤسسه سینمایی هنر فیلم، سال ۱۳۳۴ مؤسسه سینمایی ونوس فیلم، سال ۱۳۳۷ مؤسسه سینمایی سوفیا فیلم و سال ۱۳۳۸ استودیو اسکار فیلم را تأسیس کرده‌است. بشارتیان سال ۱۳۵۰ به آلمان مهاجرت کرد.

## کارگردان
- در میان فرشته‌ها (۱۳۴۳)
- حادثه جزیره (۱۳۴۰)
- ماجرای پروین (۱۳۳۹)
- انگشتر جادو (۱۳۳۷)
- دماغ سوخته‌ها (۱۳۳۴)
- مریم (۱۳۳۲)
- نیمه راه زندگی (۱۳۳۲)
- یاغی (۱۳۳۱)

## نویسنده
- در میان فرشته‌ها (۱۳۴۳)
- حادثه جزیره (۱۳۴۰)
- ماجرای پروین (۱۳۳۹)
- انگشتر جادو (۱۳۳۷)
- چهل طوطی (۱۳۳۷)
- دماغ سوخته‌ها (۱۳۳۴)
- شب‌های معبد (۱۳۳۳)
- مریم (۱۳۳۲)
- یاغی (۱۳۳۱)

## طرح اولیه داستان از
- فرشته وحشی (۱۳۳۸)

## تهیه‌کننده
- در میان فرشته‌ها (۱۳۴۳)
- حادثه جزیره (۱۳۴۰)
- ماجرای پروین (۱۳۳۹)
- فرشته وحشی (۱۳۳۸)
- انگشتر جادو (۱۳۳۷)
- چهل طوطی (۱۳۳۷)
- ماجرای استودیو (۱۳۳۷)
- دماغ سوخته‌ها (۱۳۳۴)
- شب‌های معبد (۱۳۳۳)
- مریم (۱۳۳۲)
- ملانصرالدین (۱۳۳۲)
- نیمه راه زندگی (۱۳۳۲)
- یاغی (۱۳۳۱)

## فیلم‌بردار
- در میان فرشته‌ها (۱۳۴۳)
- چهل طوطی (۱۳۳۷)
- ماجرای استودیو (۱۳۳۷)
- دماغ سوخته‌ها (۱۳۳۴)
- شب‌های معبد (۱۳۳۳)

## تدوین
- در میان فرشته‌ها (۱۳۴۳)